# Rasti Rostelli-arresten
Er zijn twee arresten met betrekking tot hypnoseshows van Rasti Rostelli die van belang zijn voor de rol van de overheid als privaatrechtelijke beheerder van een theaterzaal ten aanzien van grondrechten.

## Rasti Rostelli I
Het arrest Rasti Rostelli I (HR 26-04-1996, NJ 1996, 728) is een arrest van de Nederlandse Hoge Raad dat laat zien dat de overheid ook als privaatrechtelijke actor geen censuur mag uitoefenen op de inhoud van voorstellingen.

### Casus
De gemeente Rijssen beheert en exploiteert het Parkgebouw/Multifunctioneel Centrum Rijssen. Een beheerscommissie draagt zorg voor het beheer volgens taak en bevoegdheden die bij gemeentelijke verordening zijn vastgesteld. De beheerscommissie heeft in haar algemene voorwaarden opgenomen dat activiteiten niet godslasterlijk, zedenbedervend of provocerend mogen zijn, geen liederlijke taal/uitbeelding mogen bevatten en niet beledigend mogen zijn voor het Koninklijk Huis. Universal Star Production GmbH houdt zich bezig met de verkoop van hypnoseshows van Rasti Rostelli. 
De firma doet een aanvraag om het Parkgebouw te huren voor een hypnosevoorstelling. Deze wordt door de beheerscommissie geweigerd.

### Procesgang
Universal vordert in kort geding de gemeente te veroordelen om Universal het gebruik van het Parkgebouw toe te staan tegen de geldende tarieven. Deze vordering wordt afgewezen. In hoger beroep wijst het hof de vordering toe. De gemeente gaat in cassatie.

### Rechtsvraag
De rechtsvraag die voorligt is of de gemeente de vrijheid van meningsuiting (art. 7 lid 3 Gw) schendt door in de uitoefening van haar privaatrechtelijke bevoegdheid als beheerder van het Parkgebouw te weigeren genoemde zaal voor een hypnoseshow te verhuren.

### Hoge Raad
De Hoge Raad stelt:

Deze bepaling [art. 7, lid 3 Gw] moet aldus worden uitgelegd dat zij iedere preventieve beperking door de overheid van de meningsuiting (door andere middelen dan drukpers, radio en televisie) gegrond op de inhoud ervan verbiedt. Door te overwegen dat de weigering van de Gemeente om de zaal aan Universal te verhuren neerkomt op een "verbod van vertoning vanwege de inhoud van de show", heeft het Hof kennelijk als zijn oordeel tot uiting willen brengen dat die weigering in de gegeven omstandigheden het feitelijk effect had van een preventieve beperking van de in de Rasti Rostelli-show vervatte meningsuiting op grond van de inhoud ervan. Dat oordeel geeft niet blijk van een onjuiste rechtsopvatting ...

De contractvrijheid waar de gemeente Rijssen als privaatrechtelijke partij een beroep op deed werd in het onderhavige geval door de Hoge Raad ondergeschikt geacht aan de beginselen van behoorlijk bestuur en het respect voor de grondrechten dat de gemeente Rijssen in casu in acht had moeten nemen.
De Hoge Raad besluit tot veroordeling van het beroep.

### Belang
Het arrest Rasti Rostelli I laat zien dat de overheden ook bij de uitoefening van hun privaatrechtelijke bevoegdheden de grondrechten van burgers dienen te respecteren.

## Rasti Rostelli II

### Casus
Het door de gemeente Alkmaar beheerde cultureel centrum De Vest heeft geweigerd een zaal te verhuren ten behoeve van de Rasti Rostelli-show. 

### Procesgang
United Star Promotion vordert verhuur van de zaal. Volgens United Star Promotion is hier sprake van een ongeoorloofde toetsing vooraf die in strijd is met artikel 7 lid 3 van de Grondwet. De rechtbank wijst de vordering af. Dit vonnis werd in hoger beroep bekrachtigd. De Vest mocht de Rasti Rostelli-show weigeren.

### Hof Amsterdam
Het Hof Amsterdam overwoog:

De weigering van de directeur van De Vest om een zaal op een vrije dag aan USP [United Star Promotion] te verhuren ten behoeve van de Rasti Rostelli Show is uitdrukkelijk niet gebaseerd op een oordeel over de aard, de inhoud of de kwaliteit van de voorstelling. (...) Het is dan ook niet aannemelijk geworden dat inhoudelijke bezwaren tegen de hypnose-show van Rasti Rostelli het motief voor de weigering vormden en evenmin dat het besluit tot weigering enige vorm van censuur beoogde. (...)
 Uit de geschetste omstandigheden kan niet worden gezegd dat de Gemeente op ontoelaatbare wijze de uiting van het gedachtengoed van Rasti Rostelli heeft gefrustreerd of dat de Gemeente diens voorstelling alleen in schijn niet omwille van de inhoud heeft geweerd.

### Betekenis
Het arrest Rasti Rostelli II vormt een belangrijke aanvulling op Rasti Rostelli I. Van een ongeoorloofde beperking van de uitingsvrijheid is geen sprake wanneer een door de gemeente beheerd theater een voorstelling weigert op gronden die niet met de inhoud te maken hebben.